# Principe di Homburg
Principe di Homburg è un film del 1983 diretto da Gabriele Lavia.

## Trama
L'ufficiale comandante della cavalleria Federico Von Homburg sogna la vittoria nella battaglia tra il suo esercito (tedesco) e gli svedesi nella battaglia di Ferbellin.